# Винницкий район
Ви́нницкий райо́н (укр. Вінницький район) — административная единица на севере центральной части Винницкой области Украины.
Административный центр — город Винница. 

## География
Площадь — 6909,5 км².
Основные реки — Южный Буг, Десна.

## История
Район образован в 1923 году.
Винница была оккупирована немецкими войсками 19 июля 1941 года. А уже в октябре в сёлах Стрижавка и Коло-Михайловка появилась группа немецких специалистов, которые тщательно изучили местность. В пгт Стрижавка сохранились развалины бункера Вервольф — ставки Гитлера.
10 сентября 1959 года к Винницкому району были присоединены части территорий упразднённых Вороновицкого и Турбовского районов.
17 июля 2020 года в результате административно-территориальной реформы район был укрупнён, в его состав вошли территории:
- Винницкого района,
- Ильинецкого района (частично, без Дашевской поселковой общины в восточной части, включённой в Гайсинский район),
- Липовецкого района,
- Литинского района (частично, без Уладовского сельсовета, включённого в Хмельницкий район),
- Немировского района (частично, без Брацлавской поселковой общины в южной части, включённой в Тульчинский район),
- Оратовского района,
- Погребищенского района,
- Тывровского района,
- частично Жмеринского района (Демидовский сельсовет, переданный Гниваньской городской общине[6]),
- а также города областного значения Винница.

## Население
Численность населения района в укрупнённых границах — 656,7 тыс. человек.
Численность населения района в границах до 17 июля 2020 года по состоянию на 1 января 2020 года — 81 278 человек, из них городского населения — 16 952 человека, сельского — 64 326 человек.

## Административное устройство
Район в укрупнённых границах с 17 июля 2020 года делится на 16 территориальных общин (громад), в том числе 6 городских, 7 поселковые и 3 сельские общины (в скобках — их административные центры):
- Городские:
  - Винницкая городская община (город Винница),
  - Гниваньская городская община (город Гнивань),
  - Ильинецкая городская община (город Ильинцы),
  - Липовецкая городская община (город Липовец),
  - Немировская городская община (город Немиров),
  - Погребищенская городская община (город Погребище);
- Поселковые:
  - Вороновицкая поселковая община (пгт Вороновица),
  - Литинская поселковая община (пгт Литин),
  - Оратовская поселковая община (пгт Оратов),
  - Стрижавская поселковая община (пгт Стрижавка),
  - Сутисковская поселковая община (пгт Сутиски),
  - Турбовская поселковая община (пгт Турбов),
  - Тывровская поселковая община (пгт Тывров),
- Сельские:
  - Агрономичная сельская община (село Агрономичное),
  - Лука-Мелешковская сельская община (село Лука-Мелешковская),
  - Якушинецкая сельская община (село Якушинцы),

### История деления района
Количество местных советов (рад) в старых границах района до 17 июля 2020 года:
- городских — 0
- поселковых — 3
- сельских — 30

Количество населённых пунктов в старых границах района до 17 июля 2020 года:
- городов районного значения — 0
- посёлков городского типа — 3 (Вороновица — 6 406 , Десна — 1 247 , Стрижавка — 8 930)
- сёл — 49
- посёлков сельского типа — 2

| - Ивановка , - Ильковка , - Агрономичное , - Бохоники , - Великие Крушлинцы , - Винницкие Хутора , - Гавришовка , - Горбаневка , - Гумённое , - Дорожное , - Жабеловка , - Зарванцы , - Коло-Михайловка , - Комарово , - Кордишовка , - Красное , - Ксаверовка , - Лавровка , - Лисогора , - Лисянка , - Лука-Мелешковская , | - Майдан , - Майдан Чапельский , - Малые Крушлинцы, - Медвежее Ушко, - Медведка, - Михайловка, - Мизяковские Хутора, - Некрасово, - Александровка, - Еленовка, - Парпуровцы, - Пилява, - Писаревка, - Побережное, - Прибугское, - Пултовцы, | - Селище, - Слобода-Дашковецкая, - Сокиринцы, - Сосонка, - Стадница, - Степановка, - Тютьки, - Хижинцы, - Цвижин, - Широкая Гребля, - Щитки, - Якушинцы. |

Всего — 54 населённых пункта.

## Экономика
Из полезных ископаемых добываются гранит, глина, песок, торф.
В Винницком районе работает 13 промышленных предприятий, которые объединены в две области: в обрабатывающей работает — 11 предприятий, в добывающей — 2. Самые большие с них: Украинско-австрийское предприятие «Подолье ОБСТ»; ОАО «Комбинат хлебопродуктов № 2»; Частное предприятие производственная фирма «Панда»; ЗАО «Винница мельница»; ЗАО «Подольский сахар»; совместное Украинско-венгерское предприятие «Анфол», ВКФ «ROSHEN».
Район — аграрный, 95 % валового внутреннего продукта представляет производство и переработка сельскохозяйственной продукции. Сельскохозяйственные предприятия специализируются в растениеводстве на производстве зерна и сахарной свёклы, а в животноводстве мяса и молока. В отраслевой структуре сельского хозяйства растениеводство составляет 75 %, животноводство 25 %. Работает 85 фермерских хозяйств, площадь сельхозугодий, которую они используют, составляет 4,3 тыс. га.
В районе зарегистрировано 703 субъекта предпринимательства. С начала инвестирования экономики района вовлечены иностранные инвестиций на сумму 18,2 млн долл. США. С иностранными инвестициями работает 13 предприятий.

## Транспорт
На территории района открыто 33 пригородных автобусных маршрута общего пользования, на которых работает больше 100 единиц автотранспортных средств.

## Культура
- Винницкий государственный академический театр
- Винницкий областной кукольный театр «Золотой ключик»
- Винницкая областная филармония

## Известные уроженцы и жители
- Дахновский, Фёдор Тарасович — Герой Советского Союза.
- Романенко, Прокофий Каленикович — дважды Герой Социалистического Труда.
- Ромащук, Евдокия Ивановна — Герой Социалистического Труда, звеньевая колхоза имени Кирова (в селе Мизяковские Хутора) Винницкого района Винницкой области, родилась 15.10.1927 в селе Мизяковские Хутора Винницкого района Винницкой области[10].